# إيفيلين لو
إيفيلين لو (بالإنجليزية: Evelyn Lau)‏ (2 يوليو 1971، فانكوفر في كندا)؛ كاتِبة، شاعرة وروائية كندية.